# Lista de prefeitos de Votorantim
Esta é a lista de prefeitos e vice-prefeitos do município de Votorantim, estado brasileiro de São Paulo.
O cargo de prefeito foi criado em 11 de abril de 1835, pela assembleia provincial paulista, em reação aos amplos poderes conferidos pelo Código de Processo Criminal de 1832 às câmaras municipais. Seguiram o exemplo paulista seis províncias do nordeste brasileiro (Alagoas, Ceará, Maranhão, Paraíba, Pernambuco e Sergipe).
Sob a vigente ordem constitucional, essa designação é dada ao funcionário público do Poder Executivo municipal, que exerce seu cargo em função de uma legislatura (mandato), sendo para tanto eleito a cada quatro anos, podendo ser reeleito por mais 4 anos (segundo mandato).
Funções
O poder executivo municipal chefia a administração e comanda os serviços públicos, tendo como comandante o prefeito.
A partir da constituição brasileira de 1934, o cargo de prefeito passou a ser o único, em todo o Brasil, ao qual estão atribuídas as funções de chefe do poder executivo do governo local, em simetria aos chefes dos executivos da União e do estado, portanto, em forma monocrática. Este texto quer dizer que deverá haver harmonia e integração de ação entre as esferas envolvidas sem a intervenção de uma na outra, exceto nos casos previstos na Constituição Federal.
Eleições
O prefeito é eleito por sufrágio universal, secreto, direto, em pleito simultâneo em todo o País, realizado a cada quatro anos, no primeiro domingo de outubro.
E trinta dias após tem lugar o segundo turno, se o eleito em primeiro lugar não atingir 50% dos votos válidos mais um voto, no caso de municípios com mais de duzentos mil eleitores.
Conforme a legislação eleitoral atual no Brasil para tornar-se elegível, exige-se uma série de requisitos;
- Possuir nacionalidade brasileira ou portuguesa (neste caso, o cidadão português deve se encontrar amparado pelo Estatuto de Igualdade entre Portugueses e Brasileiros),
- Título de eleitor em dia e estar em gozo pleno do exercício dos direitos políticos,
- Domicilio eleitoral na circunscrição na qual o candidato se apresenta,
- Filiação partidária,
- Ser alfabetizado (tópico invalidado pela atual constituição brasileira de 1988),
- Desincompatibilização de cargo público — Se ocupa um cargo público deve sair seis meses antes das eleições e voltar caso possa só após seis meses ao pleito eleitoral,
- Renúncia de outro mandado até seis meses antes do pleito e não ser parente afim ou consangüíneo, até segundo grau, ou cônjuge de titular de cargo eletivo; pode, entretanto, ser candidato à reeleição (artigo 14 da Constituição),
- Ter idade mínima de 21 anos.

| Nº | Nome                                 | Imagem                | Partido                                      | Vice-prefeito                           | Início do mandato       | Fim do mandato            | Observações                               |
| —  | Pedro Augusto Rangel                 |                       |                                              | —                                       | 1° de fevereiro de 1964 | 26 de março de 1965       | Sub-prefeito nomeado                      |
| 1  | Pedro Augusto Rangel                 |                       | Aliança Renovadora Nacional ARENA            | Laurindo Alves da Silva (ARENA)         | 27 de março de 1965     | março de 1969             | Prefeito e vice eleitos                   |
| 2  | Luiz do Patrocino Fernandes          |                       | Movimento Democrático Brasileiro MDB         | Erinaldo Alves da Silva (MDB)           | abril de 1969           | 31 de janeiro de 1973     | Prefeito e vice eleitos                   |
| 3  | Erinaldo Alves da Silva              |                       | Aliança Renovadora Nacional ARENA            | Renato Damas (ARENA)                    | 1º de fevereiro de 1973 | 31 de janeiro de 1977     | Prefeito eleito (1ª vez)                  |
| 4  | Luiz do Patrocino Fernandes          |                       | Movimento Democrático Brasileiro MDB         | Lázaro de Goes Vieira (MDB)             | 31 de janeiro de 1977   | 18 de março de 1979       | Prefeito eleito falecido no cargo         |
| 5  | Lázaro de Goes Vieira                |                       | Movimento Democrático Brasileiro MDB         | —                                       | 19 de março de 1979     | 31 de janeiro de 1983     | Vice-prefeito eleito no cargo de prefeito |
| 6  | Erinaldo Alves da Silva              |                       | Movimento Democrático Brasileiro MDB         | Sílvio Cambaúva (MDB)                   | 1º de fevereiro de 1983 | 31 de dezembro de 1988    | Prefeito eleito (2ª vez)                  |
| 7  | José de Oliveira Souza, Zéca Padeiro |                       | Partido Trabalhista Brasileiro PTB           | Donato Rapolli Neto (PDS)               | 1º de janeiro de 1989   | 31 de dezembro de 1992    | Prefeito eleito                           |
| 8  | Erinaldo Alves da Silva              |                       | Partido da Social Democracia Brasileiro PSDB | João Souto Neto (PSDB)                  | 1º de janeiro de 1993   | 31 de dezembro de 1996    | Prefeito eleito (3ª vez)                  |
| 9  | João Souto Neto                      |                       | Partido da Social Democracia Brasileiro PSDB | Maria Ângela Belini (PFL)               | 1º de janeiro de 1997   | 31 de dezembro de 2000    | Prefeito e vice eleitos                   |
| 10 | Jair Cassola                         |                       | Partido Democrático Trabalhista PDT          | Carlos Augusto Pivetta (PT)             | 1º de janeiro de 2001   | 31 de dezembro de 2004    | Prefeito e vice eleitos                   |
| 10 | Jair Cassola                         | 1º de janeiro de 2005 | Partido Democrático Trabalhista PDT          | Carlos Augusto Pivetta (PT)             | 31 de dezembro de 2008  | Prefeito e vice reeleitos |                                           |
| 11 | Carlos Augusto Pivetta               |                       | Partido dos Trabalhadores PT                 | Marcos Mâncio Affonso de Camargo (PMDB) | 1º de janeiro de 2009   | 31 de dezembro de 2012    | Prefeito e vice eleitos                   |
| 12 | Erinaldo Alves da Silva              |                       | Partido da Social Democracia Brasileiro PSDB | Silvano Donizetti Mendes (PTB)          | 1º de janeiro de 2013   | 31 de dezembro de 2016    | Prefeito e vice eleitos (4ª vez)          |
| 13 | Fernando de Oliveira Souza           |                       | Democratas DEM                               | Lê Baeza (PPS)                          | 1º de janeiro de 2017   | 31 de dezembro de 2020    | Prefeito e vice eleitos                   |
| 14 | Fabíola Alves                        |                       | Partido da Social Democracia Brasileiro PSDB | Rodrigo Kriguer (PSDB)                  | 1 de Janeiro de 2021    | 31 de dezembro de 2024    | Prefeita e vice eleitos                   |
| 15 | Weber Manga                          |                       | Republicanos REP                             | Rogério Pecora (DC)                     | 1° de janeiro de 2025   | Atualidade                | Prefeita e vice eleitos                   |